# Волнухинський заказник
Ботанічний заказник «Волнухинський» — один із об'єктів природно-заповідного фонду Луганської області, ботанічний заказник місцевого значення. Заказник було утворено 30 грудня 2010 року рішенням Луганської обласної ради № 2/24 «з метою збереження типових для цього регіону степових природних ландшафтів, охорони рослинного світу».

## Загальний огляд
Заказник розташований на північ від сіл Новофедорівка та Петро-Миколаївка, на лівому березі річки Луганчик. Площа заказника становить 355 га.
Територія заказника постраждала в результаті бойових дій під час війни на сході України.

### Червона книга України
Серед видів, що занесені до Червоної книги України: ковила волосиста (Stipa capillata), пирій ковилолистий (Elytrigia stipifolia), горицвіт волзький (Adonis wolgensis), шафран сітчастий (Crocus reticulatus), тюльпан змієлистий (Tulipa ophiophylla), тюльпан Шренка (Tulipa schrenkii), сон лучний (Pulsatilla pratensis).

## Галерея

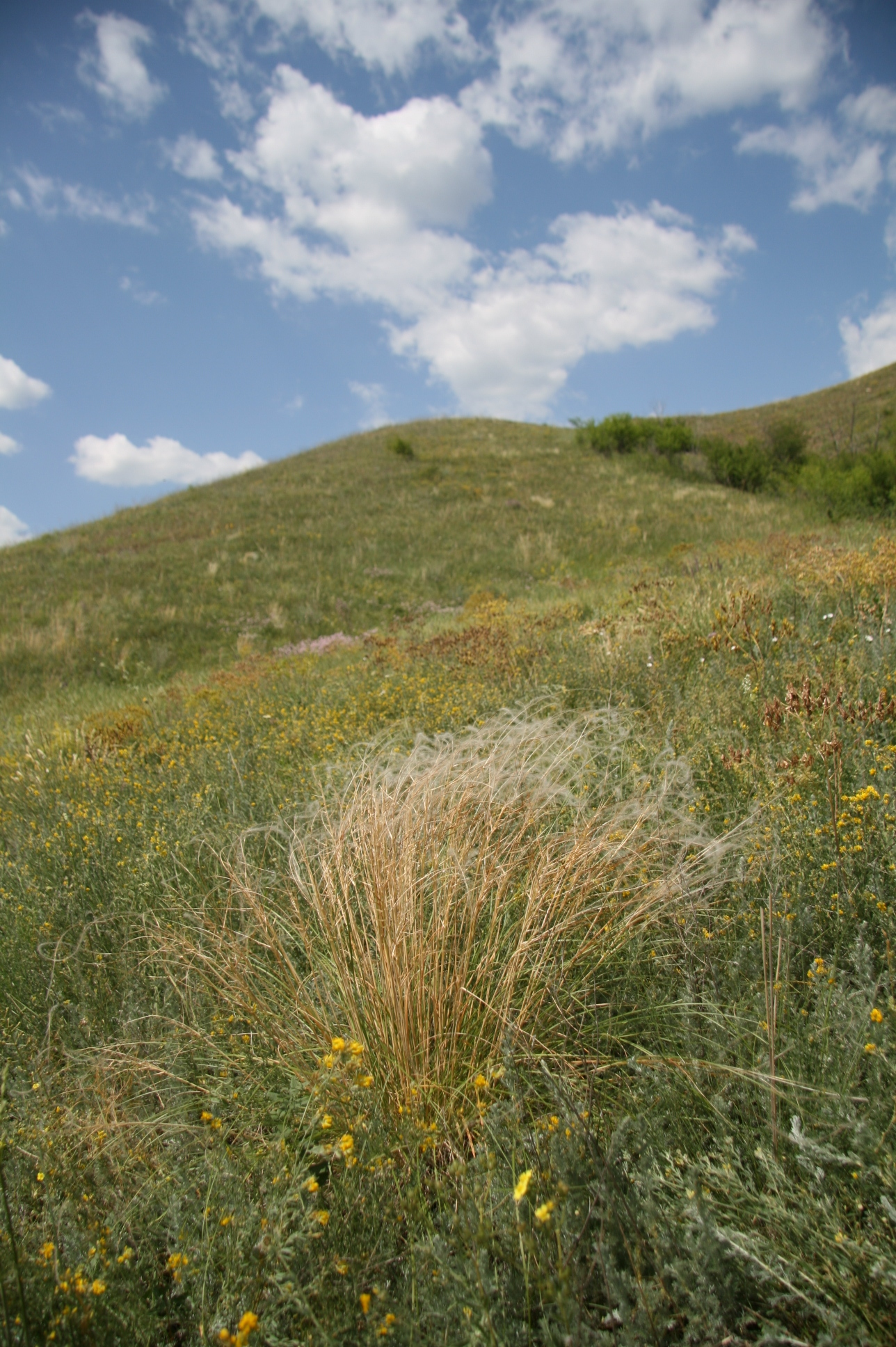
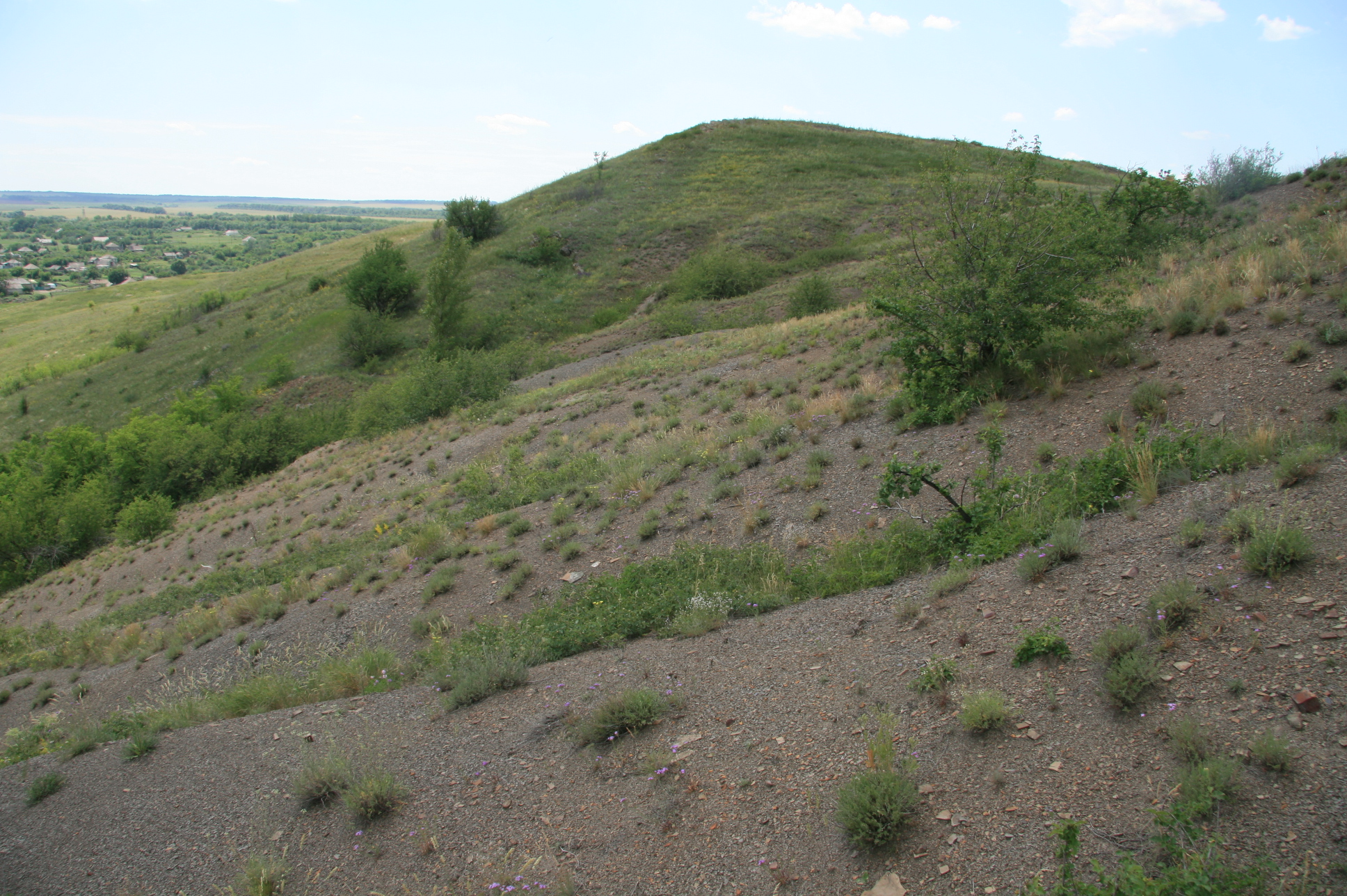
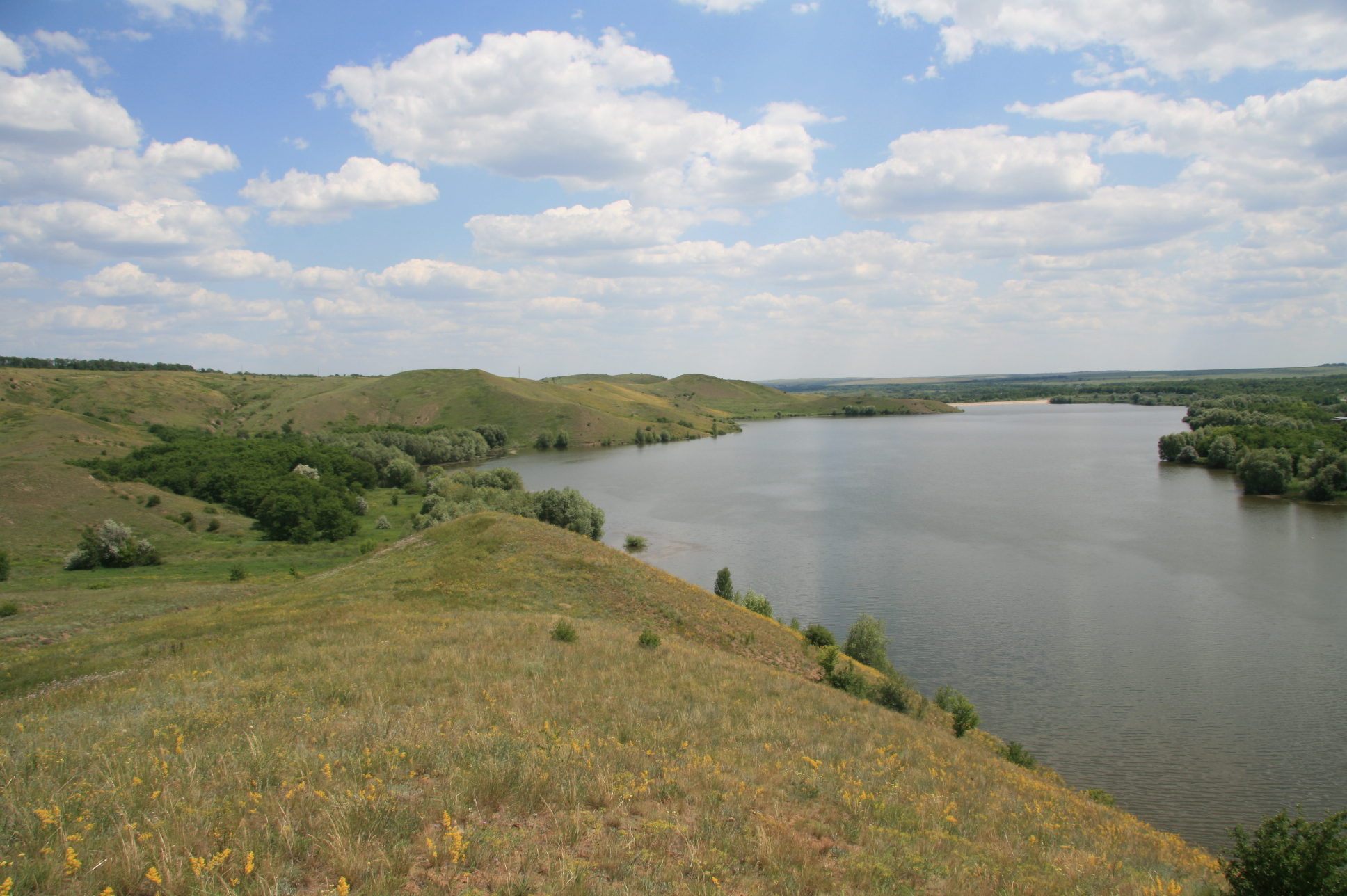
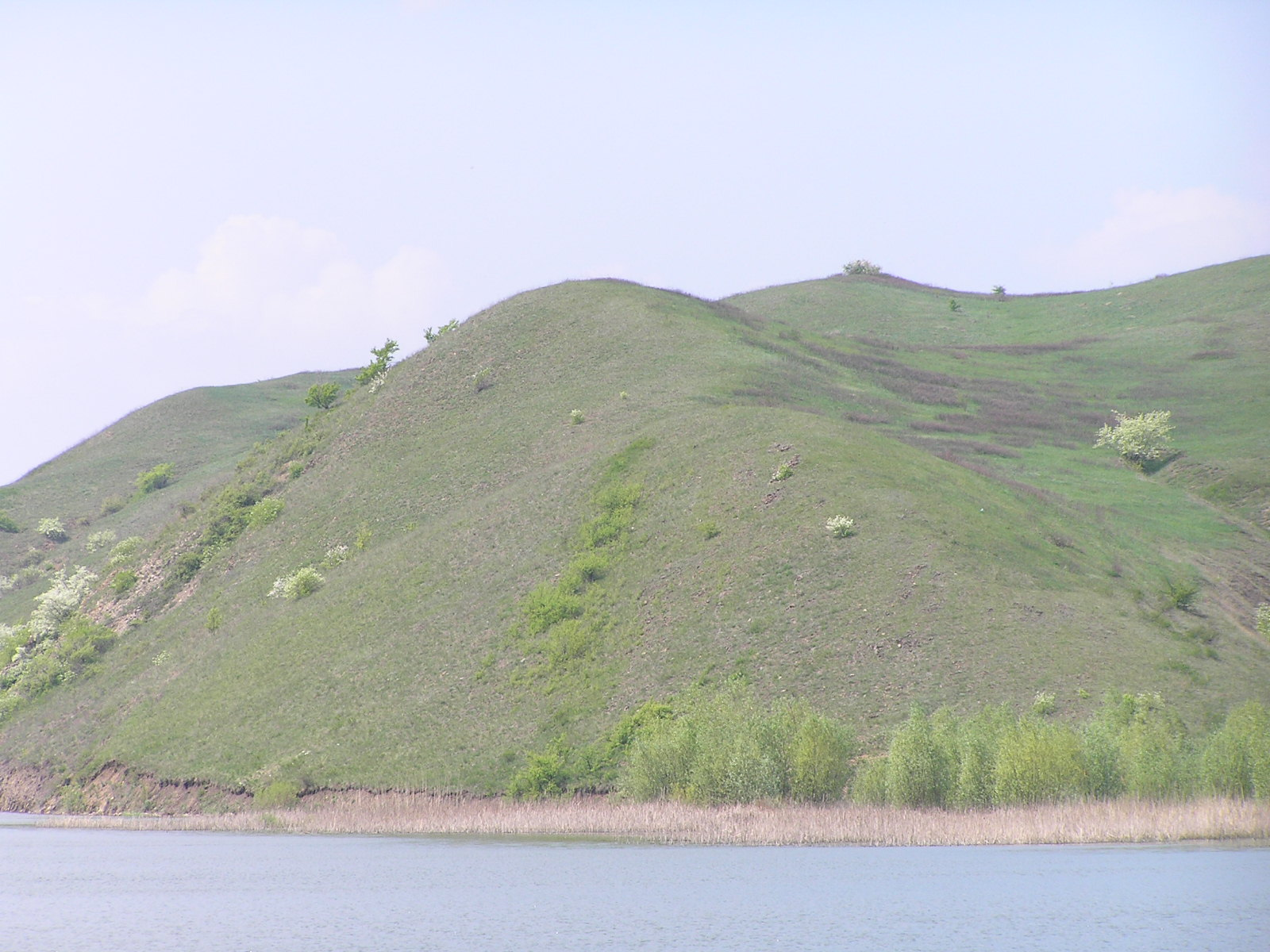
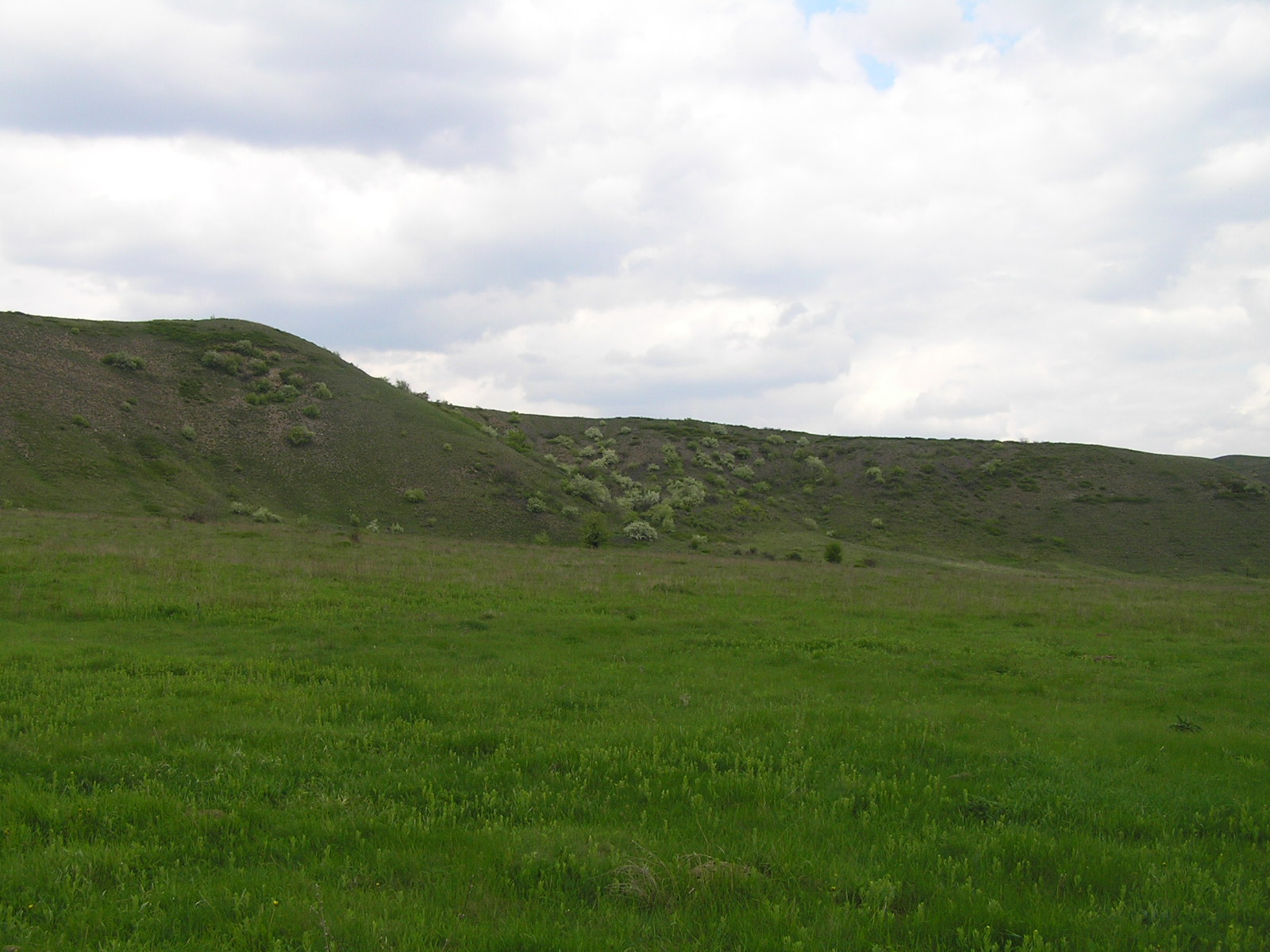
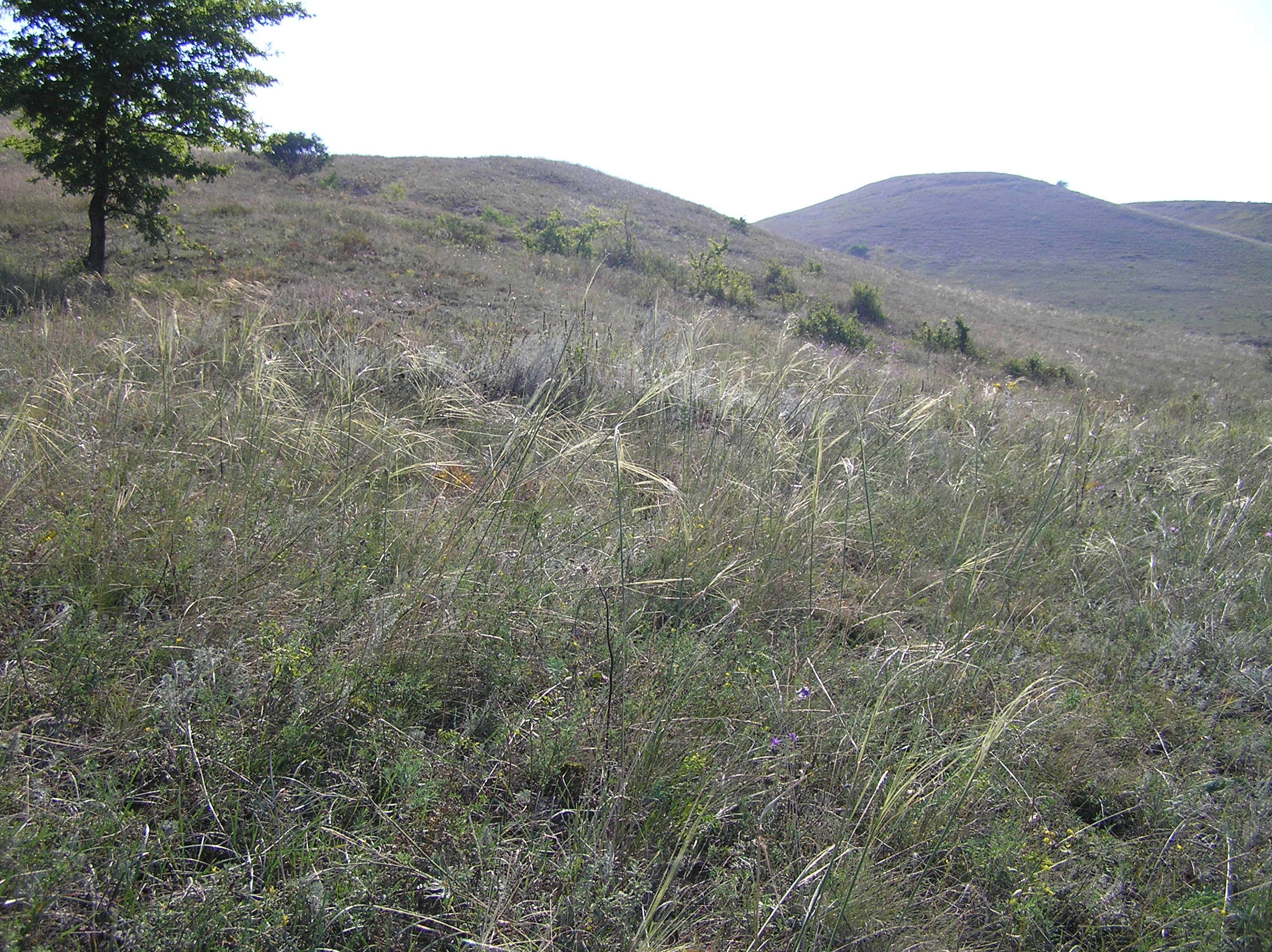